# Praxématique
La praxématique est une théorie linguistique centrée sur l'analyse de la production du sens en langage.
Elle s'oppose à la glossématique de Louis Hjelmslev considérée comme un projet idéal et abstrait. La praxématique se présente ainsi comme linguistique anthropologique, réaliste et dynamique qui s'intéresse aux processus. Son idée fondatrice est que l'homme tire ses représentations linguistiques de sa praxis.
Ainsi un des choix méthodologiques est le travail de description et d'analyse de corpus écrits et oraux authentiques pris dans leur contexte de production.